# ألان هافن
ألان هافن (بالإنجليزية: Alan Haven)‏ هو عازف جاز بريطاني، ولد في 1 أبريل 1935، وتوفي في 7 يناير 2016.

## وصلات خارجية
- ألان هافن على موقع IMDb (الإنجليزية)
- ألان هافن على موقع ميوزك برينز (الإنجليزية)
- ألان هافن على موقع ديسكوغز (الإنجليزية)